# Fissurina insidiosa
Fissurina insidiosa är en lavart som beskrevs av C. Knight & Mitt. Fissurina insidiosa ingår i släktet Fissurina och familjen Graphidaceae.   Inga underarter finns listade i Catalogue of Life.